# PC Fútbol 2001
PC Fútbol 2001 es un simulador de gestión deportiva de fútbol desarrollado por Dinamic dentro de la saga PC Fútbol. El juego tiene entorno en 3D, y pertenece a la temporada 2000-2001 de la Liga española de fútbol. Es la última versión de PC Fútbol creada por Dinamic Multimedia antes de su quiebra económica, y también la última versión en la que se pueden controlar a los jugadores. En esta versión de PC Fútbol se corrigen numerosos errores de aplicación (bugs) que pueden encontrarse en la versión anterior, además de añadir nuevos estadios "reales" a los equipos más importantes de Europa.
Este juego supone la continuación de la saga PC Fútbol y cuenta con numerosas ligas a elegir, entre ellas está La Primera División de España (incluye 1º,2º, 2ºB y 3º división, esta última posee 17 grupos dentro de la categoría), la Premier League (incluye Premier League, 1º, 2º y 3º división), la Serie A de Italia (incluye la Serie A, Serie B y Serie C1, esta última posee dos grupos). La Primera División Argentina (incluye Primera División, B Nacional y B Metropolitana), la Bundesliga (Primera, Segunda división y también la Regional Norte y la Regional Sur), la Primera y Segunda división de Francia, Bélgica, Holanda, Portugal y Escocia.
Esta versión de PC Fútbol añade numerosas opciones que no poseían tanto las versiones anteriores como las posteriores.

## Modos de juego
Los principales modos de juego de este simulador son los siguientes:
- Competición Virtual: El jugador puede optar por jugar un partido amistoso entre dos equipos, o crear una competición denominada "copa virtual". Con la opción de poder elegir el modelo de torneo, una liga de entre 3 a 20 equipos pudiendo optar además por torneo corto o largo, o una eliminatoria con la misma cantidad de equipos solo que de 2 a 20.

- Euromanager: En este modo de juego ser puede optar por ser mánager o promanager. Cuenta con numerosas opciones, similares al de versiones anteriores. Aparecen nuevas opciones como la de cáterin, nacionalizar jugadores, "Copa Intertoto", trofeos amistosos, etc.

- 3D Match Online: Aquí se puede jugar partidos En línea con otros jugadores, pueden ser partidos amistosos entre 2 jugadores, o permitiendo un máximo de hasta 4 jugadores que juegan en modo multiplayer 2 contra 2.

El juego también cuenta con los siguientes extras:
- Historia:  Permite la consulta de la Liga Española desde su primera temporada en 1929 hasta la presente en ese juego (2000-2001).

- Base de datos: La base de datos del propio juego. Aquí se puede observar la Tabla Histórica de la Primera División Española actualizada hasta el año 2001, como así también el palmarés de los equipos de Primera y Segunda, sus plantillas y presupuestos.

- Editor de equipos: Permite al usuario editar nombre de jugadores y su aspecto físico como también sus cualidades, indumentaria (color y forma), nombre de estadios y además el nombre de los equipos.

- Futbolquiz: es un minijuego de preguntas y respuestas, que a medida que se responda correctamente se podrá ir avanzando hasta marcar goles, se puede jugar contra la PC o de a dos jugadores.

- Menú de opciones: aparece en el menú principal, y se pueden elegir numerosos comandos, entre ellos:

Opciones (propiamente dicho).
Cargar.
Goles (las repeticiones de goles guardados).
Créditos.
Salir.
- Seguimiento: El jugador puede descargar parches que permiten actualizar esta opción o puede hacerlo manualmente introduciendo los resultados.

## Como jugar
El jugador tiene la posibilidad de hacer fichajes, contratar juveniles de la cantera del club, ver las tácticas del rival, o incluso de modificar el estadio y sus finanzas.
A la hora de jugar los partidos de liga, hay varias opciones y modos:
- Resultado: el jugador observa directamente el resultado, en el entretiempo puede cambiar su táctica.
- Resumen: el jugador observa en un cuadro un campo de juego con círculos, estos representan a los jugadores, en verde serán los locales y en rojo los visitantes. El partido se llevará a cabo mediante los movimientos de estos círculos que se harán pases o tirarán a puerta. Puede elegirse la velocidad en la que actuará el simulador.
- Visionado: se lleva a cabo el partido de fútbol, controlado por el ordenador. Los jugadores se moverán por su cuenta y el entrenador decidirá que táctica aplicar y si es necesario realizar un cambio.
- Interactivo: aquí el jugador puede mover a sus jugadores con el teclado o joystick y es similar al modo anterior. El jugador cuenta con ciertas teclas con las cuales puede realizar movimientos: Por defecto con la tecla D se chuta a portería o el jugador realiza una barrida para recuperar el balón, con la tecla S se hace un pase, con la tecla A un pase alto en el cual se debe apuntar o el jugador persigue al rival para recuperar la pelota, con la tecla W se corre (no pueden realizarse amagues) y con la tecla control izquierdo se le puede dar efecto a los tiros libres o dar mayor potencia al disparo (sirve para saques de esquina, de portería o tiros libres). Con la tecla F1 se pide el cambio, F3 se quitan los marcadores en los partidos, con F4 el comentarista hace mención a cómo va el resultado parcial y con las teclas F5 hasta F8 se pueden cambiar los ángulos de la cámara.

## Ligas para Euromanager
España
- Primera División
- Segunda División
- Segunda División B
- Tercera División

 Italia
- Serie A
- Serie B
- Serie C-1 y C-2

  Inglaterra
- Premier League
- First Division
- Second Division
- Third Division

  Francia
- Division 1
- Division 2

 Alemania
- Bundesliga 1
- Bundesliga 2
- Regional Norte y Sur

 Argentina
- Primera División
- Primera B Interior y Metropolitana

 Portugal
- 1.ª Liga
- 2.ª Liga

 Escocia
- Premier League
- First Division

 Holanda
- Primera División
- Segunda División

 Bélgica
- Primera División
- Segunda División